# Гидроксид-сульфат меди(II)
Гидрокси́д-сульфа́т ме́ди(II) — неорганическое соединение,
осно́вная соль меди и серной кислоты
с формулой Cu3(OH)4SO4,
зелёные кристаллы,
не растворяется в воде.

## Получение
- В природе встречается минерал антлерит — Cu3(OH)4SO4 с примесями [1]

## Физические свойства
Гидроксид-сульфат меди(II) образует зелёные кристаллы
ромбической сингонии,
пространственная группа P nam,
параметры ячейки a = 0,822 нм, b = 1,197 нм, c = 0,602 нм, Z = 4.
Не растворяется в воде.